# Долуханова Євгенія Григорівна
Євгенія Григорівна Долуханова (нар. 10 червня 1984, Баку) — українська шахістка, гросмейстер серед жінок (2006).

Чемпіонка України 2009 року. Бронзова призерка чемпіонату України 2004 року.
Її рейтинг станом на січень 2025 року — 2273 (193-тє місце у світі, 12-те — серед шахісток України).

## Переможниця та призерка турнірів

### 2004
- Алушта (Чемпіонат України серед жінок) — 3 місце[5].;

### 2005
- Харків (Феміда-2005) — 2 місце[6];

### 2007
- Харків (Кубок ректора — 2007) — 2 місце;

### 2008
- Салехард (Полярне коло-2008) — 2 місце;

### 2009
- Харків (Каїса-2009) — 1 місце[7];
- Суздаль (Меморіал Є.Бикової, етап кубка Росії серед жінок) — 1 місце;
- Євпаторія (Чемпіонат України серед жінок) — 1 місце;

### 2010
- Хорватія (Середземноморські квіти −2010) — 2 місце;

### 2011
- Санкт-Петербург (Меморіал Л.Руденко, етап кубка Росії серед жінок) — 2 місце[8];
- Магнітогорськ (Фінал кубка Росії серед жінок) — 3 місце;

### 2012
- Дніпропетровськ (Дніпропетровська осінь) — 3 місце;
- Джакарта («Japfa Chess Festival-2012») — 3 місце;

### 2013
- Дніпропетровськ (Дніпропетровська осінь) — 2 місце;
- Небуг (Фінал кубка Росії з бліцу серед жінок) — 2 місце;

### 2014
- Саутрон (Франція, Опен-турнір) — 1 місце;
- Корба (Франція, Опен-турнір серед жінок) — 3 місце;

## Результати виступів у чемпіонатах України
Євгенія Долуханова учасниця 14 фінальних турнірів чемпіонатів України серед жінок, набравши загалом 71 очко зі 127 можливих (+45-30=52).
| Рік  | Місто     | Турнір                 | + | − | = | Результат | Місце  |
| ---- | --------- | ---------------------- | - | - | - | --------- | ------ |
| 2002 | Алушта    | 62-й чемпіонат України | 4 | 1 | 4 | 6 з 9     | 4—7    |
| 2003 | Миколаїв  | 63-й чемпіонат України | 2 | 2 | 5 | 4½ з 9    | 21     |
| 2004 | Алушта    | 64-й чемпіонат України | 5 | 1 | 3 | 6½ з 9    | Bronze |
| 2005 | Алушта    | 65-й чемпіонат України | 3 | 1 | 5 | 5½ з 9    | 13     |
| 2007 | Полтава   | 67-й чемпіонат України | 4 | 4 | 3 | 5½ з 11   | 8      |
| 2009 | Євпаторія | 69-й чемпіонат України | 6 | 0 | 3 | 7½ з 9    | Gold   |
| 2010 | Полтава   | 70-й чемпіонат України | 3 | 2 | 4 | 5½ з 9    | 9      |
| 2011 | Полтава   | 71-й чемпіонат України | 4 | 2 | 3 | 5½ з 9    | 5      |
| 2014 | Львів     | 74-й чемпіонат України | 1 | 3 | 4 | 3 з 8     | 7      |
| 2015 | Львів     | 75-й чемпіонат України | 1 | 4 | 4 | 3 з 9     | 9      |
| 2017 | Житомир   | 77-й чемпіонат України | 4 | 4 | 1 | 4½ з 9    | 6      |
| 2018 | Київ      | 78-й чемпіонат України | 2 | 2 | 5 | 4½ з 9    | 4      |
| 2019 | Луцьк     | 79-й чемпіонат України | 2 | 4 | 3 | 3½ з 9    | 7      |
| 2024 | Львів     | 83-й чемпіонат України | 4 | 0 | 5 | 6½ з 9    | 4      |

## Результати виступів у складі збірної України
У складі жіночої збірної України Євгенія Долуханова взяла участь в одному турнірі, а саме шаховій олімпіаді, що відбулася у 2024 році в Будапешті.
| Рік  | Турнір           | Місто    | Збірна  | Шахів- ниця | Рейтинг | + | = | − | Результат | % очок | Турнірний рейтинг | Командне місце | Особисте місце |
| ---- | ---------------- | -------- | ------- | ----------- | ------- | - | - | - | --------- | ------ | ----------------- | -------------- | -------------- |
| 2024 | шахова олімпіада | Будапешт | Україна | резерв      | 2304    | 2 | 3 | 2 | 3½ з 7    | 50,0   | 2107              | 8              | —              |

## Різне
Євгенія Долуханова також відома, як журналіст, зокрема своїми дописами для ChessBase, серед яких репортаж про чемпіонат України 2011 року серед жінок, що проходив у Полтаві, репортажі з чемпіонатів Європи з бліцу та рапіду 2010 та 2011 років (Варшава), а також турнірів, що проходили у Вірменії.